# Liste des lacs et mers intérieures
Cette liste des lacs et mers intérieures n'est pas exhaustive, tous les lacs ne sont pas cités. Le volume et la surface sont donnés à titre indicatif puisque ceux-ci varient en fonction de la saison ou des prélèvements humains. 

## Afrique
| Toponyme       | Superficie | Volume    | Continent | Pays limitrophes       | Alimentation         | Exutoires | Bassin versant | Coordonnées         |
| -------------- | ---------- | --------- | --------- | ---------------------- | -------------------- | --------- | -------------- | ------------------- |
| Lac Bangouelo  | 02 330 km2 |           | Afrique   |                        |                      |           |                |                     |
| Lac Albert     | 04 500 km2 |           | Afrique   |                        |                      |           |                |                     |
| Lac Edouard    | 02 150 km2 |           | Afrique   |                        |                      |           |                |                     |
| Lac Kariba     | 0          |           | Afrique   |                        |                      |           |                |                     |
| Lac Kivu       | 02 650 km2 |           | Afrique   |                        |                      |           |                |                     |
| Lac Malawi     | 04 850 km2 |           | Afrique   |                        |                      |           |                |                     |
| Lac Moero      | 04 650 km2 |           | Afrique   |                        |                      |           |                |                     |
| Lac Nyassa     | 26 000 km2 |           | Afrique   |                        |                      |           |                |                     |
| Lac Rodolphe   | 08 600 km2 |           | Afrique   |                        |                      |           |                |                     |
| Lac Tanganyika | 32 900 km2 |           | Afrique   |                        |                      |           |                |                     |
| Lac Tchad      | 25 670 km2 |           | Afrique   |                        |                      |           |                |                     |
| Lac Tsana      | 03 060 km2 |           | Afrique   |                        |                      |           |                |                     |
| Lac Victoria   | 68 100 km2 | 2 750 km3 | Afrique   | Kenya Ouganda Tanzanie | Kagera Katonga Nzoia | Nil blanc | 184,000 km2    | 1° 00′ S, 33° 00′ E |

## Amériques

### Amérique du Nord
| Toponyme               | Superficie  | Volume     | Continent        | Pays limitrophes  | Alimentation                        | Exutoires            | Bassin versant | Coordonnées           |
| ---------------------- | ----------- | ---------- | ---------------- | ----------------- | ----------------------------------- | -------------------- | -------------- | --------------------- |
| Lac Supérieur          | 082 700 km2 | 12 100 km3 | Amérique du Nord | Canada États-Unis | Lac Nipigon Saint-Louis             | Rivière Sainte-Marie | 127,700 km2    | 47° 42′ N, 87° 30′ O  |
| Lac Huron              | 059 500 km2 | 03 540 km3 | Amérique du Nord | Canada États-Unis | Straits of Mackinac St. Marys River | St. Clair River      |                | 44° 48′ N, 82° 24′ O  |
| Lac Michigan           | 057 994 km2 | 04 900 km3 | Amérique du Nord | États-Unis        |                                     |                      |                | 44° N, 87° O          |
| Lac Ontario            | 018 800 km2 | 01 640 km3 | Amérique du Nord | États-Unis Canada | Niagara River                       | St. Laurence         |                | 43° 42′ N, 77° 54′ O  |
| Lac Érié               | 025 400 km2 | 00 480 km3 | Amérique du Nord | États-Unis Canada | Detroit River                       | Niagara River        |                | 42° 12′ N, 81° 12′ O  |
| Grand Lac de l'Ours    | 031 600 km2 | 02 236 km3 | Amérique du Nord | Canada            | Great Bear River                    |                      | 114,717 km2    | 66° N, 121° O         |
| Grand Lac des Esclaves | 027 800 km2 | 02 236 km3 | Amérique du Nord | Canada            | Hay River Slave River               | Mackenzie River      | 971,000 km2    | 61° 40′ N, 114° 00′ O |
| Lac Winnipeg           | 024 600 km2 |            | Amérique du Nord | Canada            | Rivière Winnipeg Red River          | Fleuve Nelson        | 984 200 km2    | 52° 07′ N, 97° 15′ O  |
| Lac Athabasca          | 011 500 km2 | 0 204 km3  | Amérique du Nord | Canada            | Athabasca River                     | Rivière des Rochers  | 274,540 km2    | 59° 16′ N, 109° 27′ O |
| Lac Reindeer           | 006 330 km2 |            | Amérique du Nord |                   |                                     |                      |                |                       |
| Lac Winnipegosis       | 005 430 km2 |            | Amérique du Nord |                   |                                     |                      |                |                       |
| Lac Nipigon            | 004 450 km2 |            | Amérique du Nord |                   |                                     |                      |                |                       |
| Lac Manitoba           | 004 800 km2 |            | Amérique du Nord |                   |                                     |                      |                |                       |
| Grand Lac Salé         | 004 690 km2 |            | Amérique du Nord |                   |                                     |                      |                |                       |

### Amérique du Sud
| Toponyme                         | Superficie | Volume | Continent         | Pays limitrophes | Émissaires | Exutoires | Bassin versant | Coordonnées           |
| -------------------------------- | ---------- | ------ | ----------------- | ---------------- | ---------- | --------- | -------------- | --------------------- |
| Lac Maracaibo                    | 13 210 km2 |        | Amérique du Sud   | Venezuela        |            |           |                | 9° 44′ N, 71° 33′ O   |
| Lac Nicaragua                    | 8 400 km2  |        | Amérique centrale | Nicaragua        |            |           |                |                       |
| Lac dos Patos                    | 8 000 km2  |        | Amérique du Sud   | Brésil           |            |           |                |                       |
| Lac Titicaca                     | 6 900 km2  |        | Amérique du Sud   | Bolivie Pérou    |            |           |                |                       |
| Lac Poopó                        | 2 800 km2  |        | Amérique du Sud   | Bolivie          |            |           |                |                       |
| Lac Mirìm                        | 2 500 km2  |        | Amérique du Sud   | Brésil Uruguay   |            |           |                |                       |
| Lac Buenos Aires/General Carrera | 2 400 km2  |        | Amérique du Sud   | Argentine Chili  | Río Baker  |           | 4 000 km2      |                       |
| Lac Mar Chiquita                 | 2 000 km2  |        | Amérique du Sud   | Argentine        |            |           |                |                       |
| Lac de Chapala                   | 1 530 km2  |        | Amérique du Sud   | Mexique          |            |           |                | 20° 15′ N, 103° 00′ O |
| Lac Argentino                    | 1 400 km2  |        | Amérique du Sud   | Argentine        |            |           |                |                       |
| Lac Viedma                       | 1 110 km2  |        | Amérique du Sud   | Argentine        |            |           |                |                       |
| Lac O'Higgins/San Martín         | 1 060 km2  |        | Amérique du Sud   | Argentine Chili  |            |           |                | 49° 00′ S, 72° 40′ O  |

## Asie
- Mer Caspienne 424 300 km2
- Mer d'Aral 67 000 km2
- Mer Morte 810 km2
- Lac Balkhach 17 300 km2
- Lac Baïkal 31 500 km2
- Lac de Tibériade 166 km2
- Lac Issyk-Kul 6 200 km2
- Lac Kokou-Nor 4 800 km2
- Lac Khövsgöl 3 400 km2
- Lac Nam Tso ou Tengri-Nor 1 920 km2
- Lac d'Ourmia 5 775 km2
- Lac Poyang 3 585 km2
- Lac Sevan 1 270,7 km2
- Lac Ting 4 800 km2
- Lac Tonlé-Sap 2 700 km2
- Lac Van 3 700 km2

## Europe
- Lac Balaton 592 km2
- Lac d'Annecy 27,59 km2
- Lac de Bienne 39,3 km2
- Lac de Côme 145 km2
- Lac de Constance 538 km2
- Lac du Der-Chantecoq 48 km2
- Lac de Garde 370 km2
- Lac de Lugano 48,7 km2
- Lac de Morat 22,8 km2
- Lac de Neuchâtel 217,9 km2
- Lac des Quatre-Cantons 113,6 km2
- Lac de Serre-Ponçon 28,2 km2
- Lac de Thoune 43,8 km2
- Lac de Zurich 88,7 km2
- Lac du Bourget 44,5 km2
- Lac Ilmen 982 km2
- Lac Inari 1 040 km2
- Lac d'Iseo 65 km2
- Lac Ladoga 17 700 km2
- Léman 582 km2
- Lac Majeur 212,5 km2
- Lac Mälar 1 140 km2
- Lac Mjøsa 362 km2
- Lac Onega 9 900 km2
- Lac Päijänne 1 080 km2
- Lac Peïpous 3 583 km2
- Lac Randsfjorden 140,69 km2
- Lac Saimaa 4 400 km2
- Lac Trasimène 128 km2
- Lac Vänern 5 655 km2
- Lac Vattern 1 899 km2
- Loch Ness 56,4 km2
- Lough Neagh 388 km2

## Océanie
| Toponyme | Superficie | Volume | Continent | Pays limitrophes | Alimentation             | Exutoires | Bassin versant | Coordonnées           |
| -------- | ---------- | ------ | --------- | ---------------- | ------------------------ | --------- | -------------- | --------------------- |
| Lac Eyre | 9 300 km2  |        | Océanie   | Australie        | Diamentina, Cooper Creek |           | 1 140 000 km2  | 28° 22′ S, 137° 22′ E |